# Trachinocephalus myops
El guaripete, chile chato o lagarto ñato, la especie Trachinocephalus myops, es una especie de peces marinos. Es un miembro de la familia Synodontidae, y es el único miembro de su género.
De amplia distribuciones por todos los océanos del mundo, vive asociado a arrecifes en un rango de profundidad entre 0 y 400 m.